# Cereaxina troglodytes
Cereaxina troglodytes là một loài bọ cánh cứng trong họ Endomychidae. Loài này được Jeannel miêu tả khoa học năm 1934.